# 米林紫堇
米林紫堇（学名：Corydalis lupinoides）为罂粟科紫堇属下的一个种。

## 扩展阅读
- 維基物種上的相關：米林紫堇